# Duncan Patterson
Duncan Patterson (5 de junio de 1975) es un músico y compositor oriundo de Liverpool, Inglaterra, conocido por su trabajo en las bandas de doom metal Anathema y Antimatter.

## Carrera
Patterson fue el principal compositor y líder, junto con Daniel Cavanagh, en las dos primeras etapas de Anathema, contribuyendo enormemente al desarrollo del Death/Doom y del Doom metal en general (junto a bandas como Paradise Lost y My Dying Bride). Además de impulsar el cambio musical de la banda a un estilo más suave, introspectivo y profundo. Después de cuatro discos, Duncan abandonó Anathema en el punto más alto de su carrera en 1998. Ese mismo año fundó Antimatter, junto al cantante y bajista Mick Moss.
Después de haber lanzado cuatro discos con Antimatter bajo el sello alemán Prophecy Productions, en los cuales experimentó con diversos géneros tales como música electrónica, ambient y música acústica, abandonó el proyecto en 2005 y formó Íon, grupo con el que lanzó 2 álbumes inspirados en la Virgen de Guadalupe.
A principios del 2011, Duncan firmó un contrato con el sello italiano Avantgarde Music y fundó la banda Alternative 4, con quienes sacó un álbum llamado "The Brink".
Duncan es el fundador y dueño de Strangelight Records. 
Además de sus propios proyectos, Duncan ha colaborado con diversos artistas, como la banda de Rock alternativo inglesa "The Aftermath", con quienes produjo tres canciones que llegaron al "Top 20 Singles" y apareció en su disco debut Friendler Up Here. También escribió e interpretó el sencillo Von der Skyline zum Bordstein Zurück del rapero alemán Bushido, cuya canción alcanzó el número catorce en los charts de Alemania. 

## Discografía

### Anathema
- Anathema - They Die/Crestfallen 7" (Witchhunt, 1991)
- V/A - Volume 4 (Peaceville, 1992)
- Anathema - The Crestfallen (Peaceville, 1992)
- Anathema - Serenades (Peaceville, 1993)
- Anathema - We Are The Bible 7" (Peaceville, 1994)
- V/A - In The Name Of Satán (Gun/Drakkar, 1994)
- Anathema - Pentecost III (Peaceville, 1995)
- Anathema - The Silent Enigma (Peaceville/MFN, 1995)
- Anathema - Eternity (Peaceville/MFN, 1996)
- V/A - Under The Sign Of The Sacred Star (Peaceville, 1996)
- V/A - Slatanic Slaughter II (Black Sun, 1996)
- Anathema - A Visión Of A Dying Embrace VHS (Peaceville/MFN, 1997)
- V/A - X (Peaceville, 1997)
- Anathema - Alternative Future EP (Peaceville/MFN, 1998)
- Anathema - Alternative 4 (Peaceville/MFN, 1998)
- Anathema - Resonance (Peaceville, 2001)
- Anathema - Resonance 2 (Peaceville, 2002)
- Anathema - A Visión Of A Dying Embrace DVD (Peaceville, 2002)
- Anathema - Hindsight (KScope, 2008)

### Antimatter
- Antimatter - Saviour (Prophecy/The End, 2001)
- Antimatter - Lights Out (Strangelight/Prophecy/The End, 2003)
- Antimatter - Live@K13 (Strangelight, 2003)
- Antimatter - Unreleased 1998-2003 (Internet release, 2003)
- Antimatter - Planetary Confinement (Prophecy/The End, 2005)
- Antimatter - Leaving Eden (Prophecy Productions, 2007)
- Antimatter - Live@An Club (Music in Stone, 2009)
- Antimatter - Alternative Matter (Prophecy, 2010)
- Antimatter - Fear of a Unique Identity (Al Groves, 2012)

### Ion
- Ion - Madre, Protégenos (Equilibrium, 2006)
- Ion - Immaculada (Equilibrium, 2010/Restricted Release 2011)

### Otros
- Gashead 2000 - demos (1991)
- The Illuminoids - unreleased tracks (1995)
- Deathcap - Ibiza Love Missile single (2005)
- W.E.B - Don't Wake Futility (Sleazy Rider, 2005)
- Breaklose - Always Late Enough (Strangelight, 2006)
- The Aftermath - One Is Fun single (LiveTransmission, 2006)
- The Aftermath - Hollywood Remake single (LiveTransmission, 2006)
- Bull Doza - Celebration (2006)
- Bushido - Von der Skyline zum Bordstein zurück (ersguterjunge/Sony BMG, 2006)
- The Aftermath - All I Want is For You to Be Happy (LiveTransmission, 2007)
- The Aftermath - Friendlier Up Here (LiveTransmission, 2008)
- The Eternal - Kartika (Firebox, 2009)
- V/A - Enemies (Indiestate 2009)
- Phase - In Consequence (BackStage / InsightOut, 2010)
- Corde Oblique - A Hail Of Bitter Almonds (2011)